# David Ratziel
David Ratziel (19 décembre 1910 - 20 mai 1941 - parfois orthographié « David Raziel ») est un officier de la Haganah puis de l'Irgoun, avant d'en devenir le commandant en chef en 1938. Il est tué au combat en Irak lors d'un bombardement.

## Jeunesse
Né à Smorgon, dans le gouvernement de Vilnius de l'Empire russe, David Raziel immigre en Palestine avec sa famille à l'âge de 3 ans. Son père devient professeur d'hébreu à Tel-Aviv.
Après le massacre d'Hébron de 1929, il rejoint la Haganah de Jérusalem, où il étudie par ailleurs la philosophie et les mathématiques à l'Université hébraïque.

## La création de l'Irgoun
Lorsque Avraham Tehomi, commandant de Jérusalem pour la Haganah, quitte cette organisation en avril 1931, il le suit et participe ainsi à la création de l'Irgoun, une organisation armée prônant une attitude plus agressive à l'égard des attaques arabes contre le mouvement sioniste et les Juifs en Palestine mandataire.
En 1936 débute une révolte arabe générale contre les autorités britanniques. Les attentats des nationalistes palestiniens frappent de nombreux Juifs, ainsi que les Britanniques.
En 1937, Ratziel est nommé par l'Irgoun premier commandant du district de Jérusalem.
La question de l'usage la violence contre les civils arabes pour répondre à la montée des attaques contre les civils juifs agite l'organisation tout 1937.
Robert Bitker (un ex-officier des armées blanches de la guerre civile russe) devient responsable de l'Irgoun en 1937 (après le retour de Tehomi à la Haganah). Peu apprécié de ses hommes, il est remplacé à l'automne 1937 par Moshe Rosenberg. Hostile au terrorisme, celui-ci est rapidement remplacé par David Ratziel en 1938. C'est ce dernier, pas encore responsable national, mais seulement commandant de la zone de Jérusalem, qui organise les premières représailles à grande échelle de l'Irgoun contre la population arabe de Palestine, après de nombreux anti-Juifs. Lors du « dimanche noir » qu'il décide le 14 novembre 1937, 8 passants (6 hommes et 2 femmes) sont abattus.
Ces attaques valent à l'Irgoun la réprobation des instances officielles du Yichouv et de la Haganah, ainsi que la qualification d’organisation terroriste par les Britanniques. « Des dizaines de cadres du parti révisionniste et du Betar sont placés en détention administrative. Des tribunaux militaires sont instaurés, la possession illégale d'armes devient passible de la peine de mort. […] L'Irgoun doit interrompre ses attaques fin 1937 ». Cette décision de Moshe Rosenberg est mal prise par beaucoup de membres de l'Irgoun, et explique pour une bonne part son remplacement par David Raziel en 1938.
En 1938, après l'exécution par les Britanniques d'un membre de l'Irgoun, Shlomo Ben Yosef, Raziel organise une vague d'attentats contre les civils qui fera des dizaines de morts.

## Le Livre blanc de 1939
En mai 1939, les Britanniques publient un troisième Livre blanc sur la Palestine, réponse politique à la « grande révolte arabe en Palestine ».
Ils mettent quasiment fin à l’immigration juive : « on ne peut nier que la peur d’une immigration juive indéfinie est largement répandue dans les rangs de la population arabe et que cette peur a rendu possibles ces troubles ». Dès lors, « l’immigration sera maintenue au cours des cinq prochaines années pour autant que la capacité économique d’absorption du pays le permettra, à un taux qui portera la population juive à environ le tiers de la population totale […] Au terme de la période de cinq ans, aucune immigration juive ne sera plus autorisée, à moins que les Arabes de Palestine ne soient disposés à y consentir ».
Ils envisagent (de façon vague) un État unitaire en Palestine pour 1949, État forcément à majorité arabe : « Le gouvernement de Sa Majesté [a le] désir […] de voir s’établir finalement un État de Palestine indépendant ». « Si, au terme de dix années, il est avéré que l’indépendance doive être ajournée, le gouvernement britannique consultera les habitants de Palestine, le Conseil de la SDN ».
Enfin, dit le Livre blanc, « Le gouvernement de Sa Majesté déclare aujourd’hui sans équivoque qu’il n’est nullement dans ses intentions de transformer la Palestine en un État juif ».
C'est potentiellement la fin des espoirs sionistes.
Cette nouvelle situation politique est doublée d'une nouvelle direction de l'organisation, David Ratziel, son commandant, venant d'être arrêté.
« Après l'arrestation de Raziel, Hanoch Kalai, son adjoint, a été nommé commandant en chef. Avraham Stern, qui était alors en Pologne, est revenu en Palestine et est nommé à la tête du Département de l'information. Les autres membres du quartier général conservent leurs postes. Lors de la première réunion du quartier général dirigé par Kalai, il a été décidé de lancer un deuxième front contre l'administration britannique, en représailles à la publication du Livre blanc. Conformément aux procédures de l'Irgoun, le commandant en prison n'a pas été consulté, et Raziel n'a pas pris part au processus de décision ». De fait, « sous l'impulsion de Stern qui a pris […] une influence prépondérante sur l'organisation », des centraux téléphoniques sont attaqués, des bombes explosent à la poste de Jérusalem et à la radio nationale. « Trois policiers britanniques et deux Juifs, accusés de servir d'auxiliaires, sont assassinés ».

## Le cessez-le-feu de l'Irgoun (1939)
« Le 31 août 1939, l'état-major de l'Irgoun est convoqué pour une session spéciale à Tel-Aviv. Au cours de la réunion, le CID (les renseignements britanniques), des enquêteurs et des policiers font irruption dans la pièce. L'ensemble de l'état-major a été arrêté (Hanoch Kalai, Avraham Stern, Aharon Heichman), ainsi que Haim Lubinsky et Yashka Eliav, qui n'en sont pas membres. Les détenus ont été d'abord emmenés au commissariat de police de Jaffa et plus tard à la prison de Jérusalem. Ils ont été coupés du monde extérieur et n'ont pas su que le lendemain de leur arrestation, les Allemands avaient envahi la Pologne et que la guerre avait éclaté ».
Vladimir Jabotinsky, le principal dirigeant politique de la droite nationaliste, dont l'influence sur l'Irgoun est très théorique, pousse à arrêter les opérations armées, au nom de la priorité à la lutte contre le nazisme. Ratziel le soutient, « Stern et la majorité du commandement s'y opposent ». Le 11 septembre, à la demande de Ratziel, Benyamin Zeroni, qui a pris la direction temporaire de l'organisation, publie un document par lequel il déclare que « dans le but d'investir un effort maximum pour aider la Grande-Bretagne et ses alliés, l'Irgoun Zvai Le'umi a décidé de suspendre toutes les activités offensives en Palestine ». Un accord formel est finalement signé par Ratziel fin 1939. L'organisation conclut même un accord avec les Britanniques pour participer à des actions offensives, en particulier dans le domaine du sabotage. Ratziel est libéré dès la fin 1939.
Pour achever d'honorer cet accord, « le 18 juin 1940, après beaucoup d'hésitations, [les Britanniques relâchent] Stern et les quatre autres commandants de l'Irgoun. Ils vont le regretter ».
Jabotinsky approuve l'accord. Il meurt d'une crise cardiaque aux États-Unis le 4 août 1940. Avec lui disparaît le chef charismatique de la droite nationaliste sioniste.

## La scission du «groupe Stern» (1940)

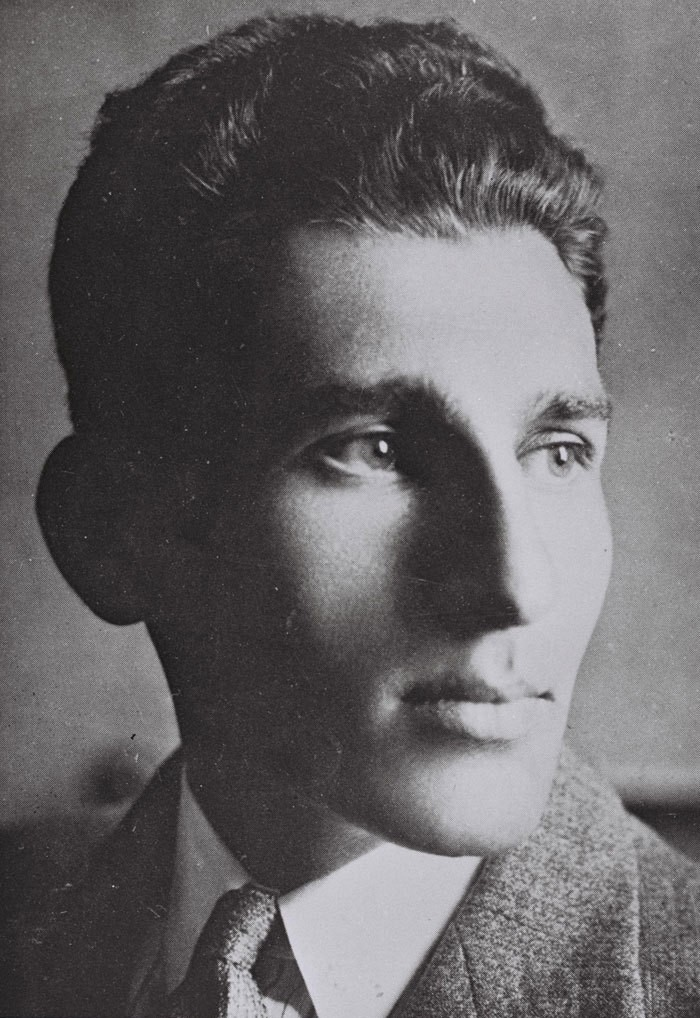
Avraham Stern, opposant à David Ratziel et créateur de lIrgoun Tsvai Leumi beIsraël.

L'opposition à la trêve avait été majoritaire au sein du commandement de l'Irgoun. Avraham Stern (dit Yair) conteste ce choix de Jabotinsky et Ratziel. Il considère que la menace de disparition du « foyer national juif » prévue par les Britanniques par le Livre Blanc de 1939 (un État palestinien à minorité juive devait être créé en 1949) est plus grave que le danger nazi.
Avraham Stern et le reste de l'état-major sont libérés par les Britanniques le 18 juin 1940, rejoignant David Ratziel libéré en octobre 1939. L'affrontement des factions est rapidement tendu, et porte sur deux thématiques : l'opposition à la trêve, et la rupture d'avec le parti révisionniste dont est partisan Stern, qui trouve ce dernier beaucoup trop modéré. « Immédiatement après leur libération, l'état-major a tenu une réunion orageuse à Tel-Aviv. Le principal affrontement a eu lieu entre Avraham Stern (Yair) et David Raziel […]. Stern et ses camarades ont fait valoir que l'Irgoun devait sortir de sa dépendance à l'égard du parti révisionniste, et décider par elle-même de son avenir politique. À leur avis, les dirigeants du mouvement révisionniste […] [qui soutiennent la trêve] entravent la lutte contre les Britanniques en raison de leur préoccupation pour la survie de leur parti. […] Stern a fait valoir que la lutte contre les Britanniques devraient se poursuivre, même si la Grande-Bretagne était en guerre avec l'Allemagne. À son avis, aussi longtemps que les Britanniques dirigeraient la Palestine, ils seraient les principaux ennemis et devraient être chassés du pays. Pour Raziel, au contraire, les Allemands étaient les ennemis jurés du peuple juif [… et] les britanniques [des] alliés dans la guerre contre l'Allemagne. […] Le 17 juillet 1940, Avraham Stern fit sécession. […] La scission a eu un effet dévastateur sur l'Irgoun et a été accompagné par des récriminations mutuelles. Beaucoup d'officiers et de membres se retirèrent ».
L'organisation que Stern crée avec ses partisans s'appelle d'abord « Irgoun Tsvai Leumi beIsraël », plus tard renommée « Lohamei Herut Israël », c'est-à-dire « Combattants pour la liberté d'Israël », Lehi en abrégé. Les Britanniques l'appellent le « Stern gang » traduit en français par « groupe Stern ». L'organisation tente de prendre contact avec les Allemands, au nom de la différence entre l'« adversaire » (l'Allemagne), préférable à « l'ennemi » (les Britanniques qui empêchent l'État juif). Le Lehi se lance dans des attentats contre les Britanniques, mais est quasiment démantelé début 1942, et Stern est tué.

## La mort
De son côté, Ratziel engage l'Irgoun au côté des Britanniques dans la lutte contre l'Allemagne nazie. En mai 1941, il arrive en Irak pour aider à combattre le soulèvement nationaliste irakien, pro-allemand. Le lendemain de son arrivée, il est tué par une bombe. C'est Yaakov Meridor qui lui succède à la direction de l'Irgoun, jusqu'à la prise de fonction de Menahem Begin, en décembre 1943.
En 1955, ses restes sont exhumés et transférés à Chypre, et en 1961, ils sont portés en terre à Jérusalem, au cimetière militaire du Mont Herzl.
Ramat Raziel, un moshav dans les monts de Judée est nommé d'après David Ratziel, ainsi que de nombreuses rues en Israël, qui portent son nom en commémoration. Sa sœur, Esther Raziel-Naor est plus tard un membre de la Knesset au nom du Hérout, le parti fondé par Menahem Begin.